# Zarapicos
Zarapicos ist eine kleine westspanische Gemeinde (municipio) in der Provinz Salamanca in der Autonomen Gemeinschaft Kastilien-León. 2024 hatte die Gemeinde 49 Einwohner. Neben dem Hauptort Zarapicos besteht die Gemeinde aus der Ortschaft Campo de Golf und der Wüstung Aldehuela de la Huelga.

## Geographie
Zarapicos befindet sich etwa 26 Kilometer nordwestlich vom Stadtzentrum der Provinzhauptstadt Salamanca in einer Höhe von ca. 785 m. 

## Bevölkerungsentwicklung
| Jahr      | 1900 | 1920 | 1950 | 1970 | 1981 | 1991 | 2001 | 2011 | 2021 |
| Einwohner | 257  | 248  | 189  | 139  | 98   | 78   | 69   | 54   | 59   |

## Sehenswürdigkeiten
- Kirche

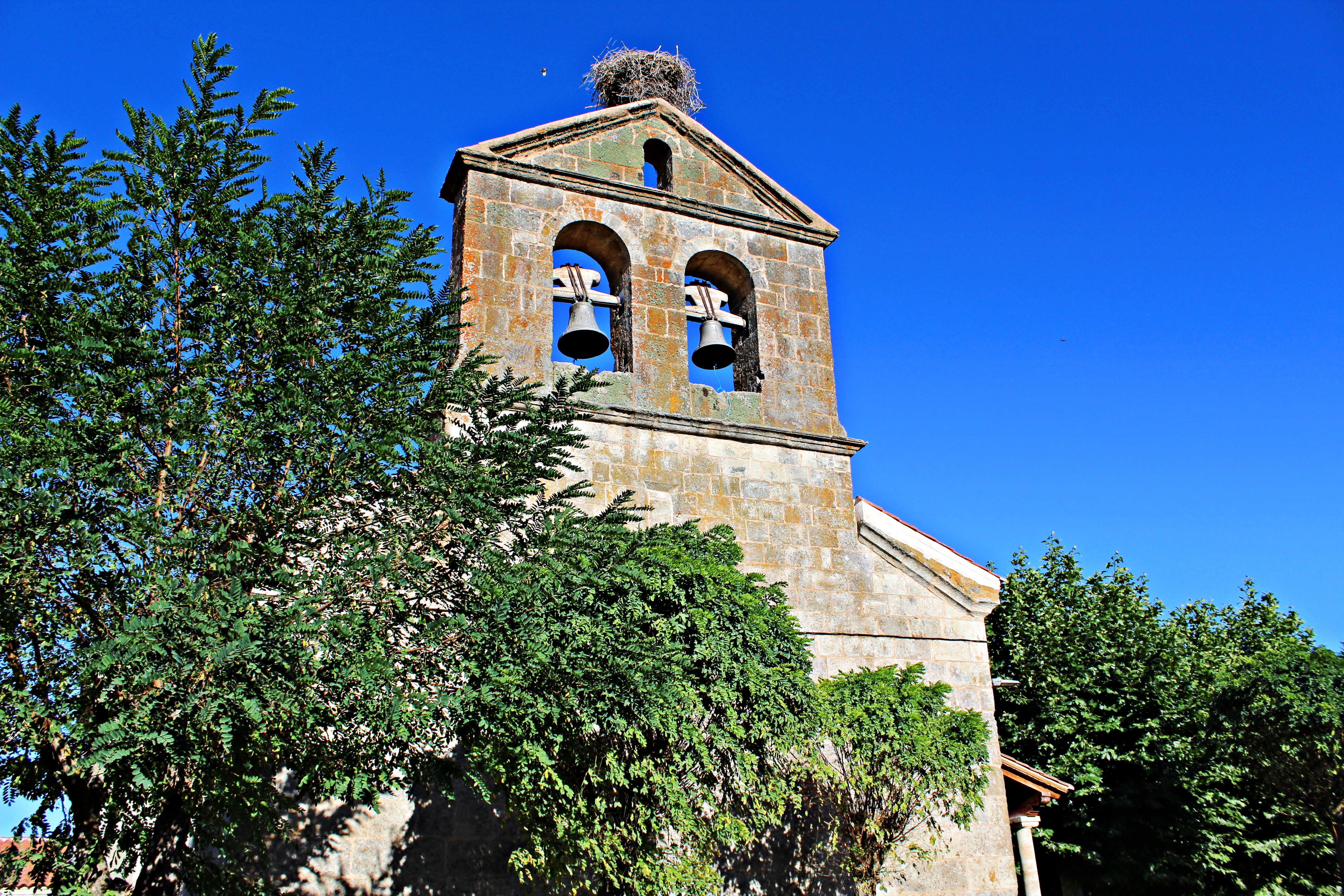
Glockengiebel der Kirche
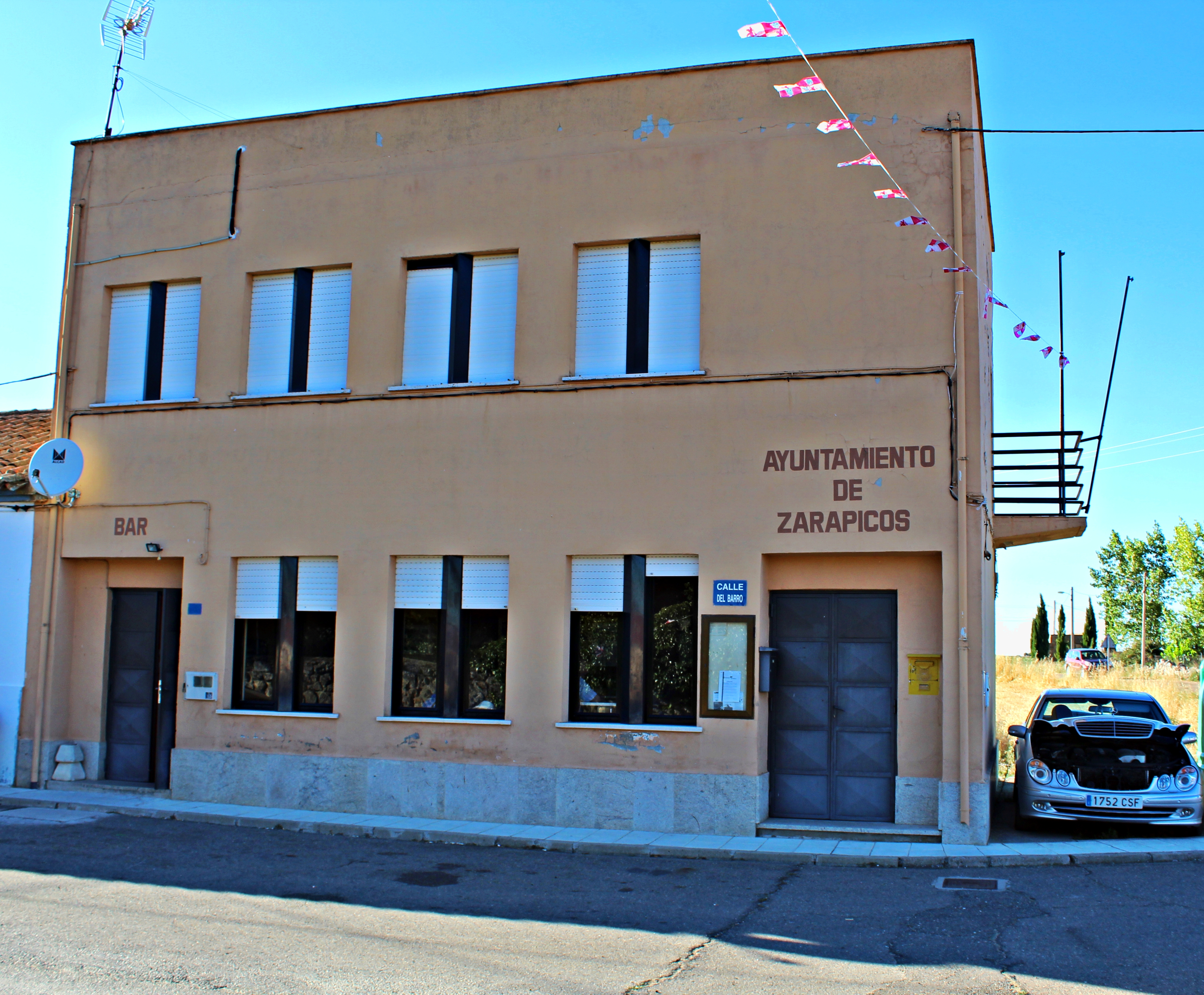
Rathaus